# Audentes Fortuna iuvat
Audentes fortuna iuvat (letteralmente "il destino favorisce chi osa") è una celebre locuzione latina comunemente tradotta in italiano con il motto "La fortuna aiuta gli audaci".

## Origine del motto

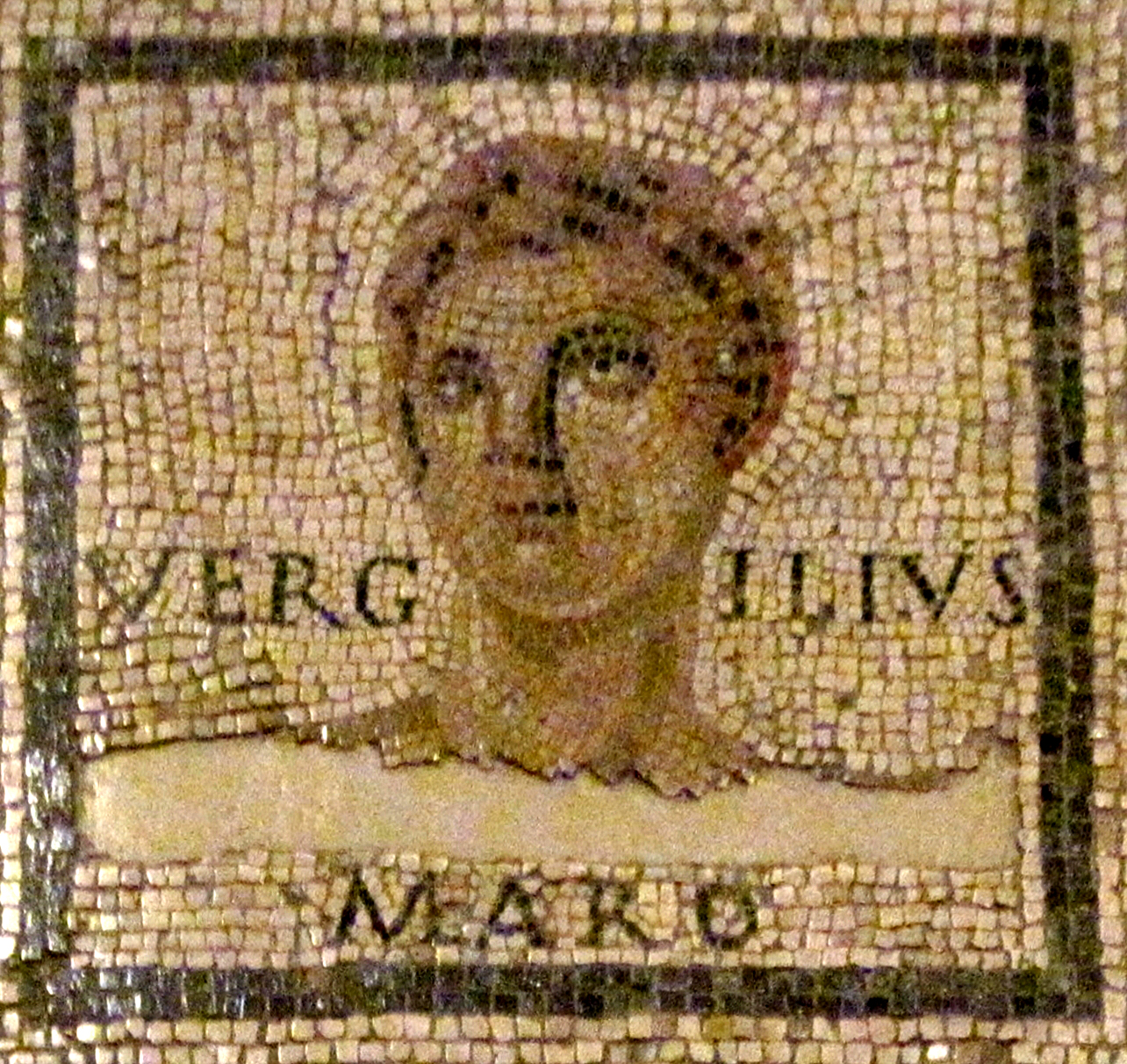
Rappresentazione di Virgilio (Monnus-Mosaic, Rheinisches Landesmuseum Treviri)

Audentes fortuna iuvat, in Virgilio, è l'esortazione ad attaccare Enea rivolta da Turno ai suoi uomini. È uno degli esametri lasciati incompiuti da Virgilio. Nel testo si trova letteralmente scritto Audentis fortuna iuvat, dove audentis è participio presente plurale del verbo audere ("osare"), forma arcaica di audentes (accusativo).

## Utilizzo
Il detto invita a essere volitivi e coraggiosi davanti a qualsiasi tipo di evento, anche il più terribile e imprevisto, poiché la sorte - il "fato" - è dalla parte di coloro che osano e sanno prendere gli opportuni rischi. Questa locuzione, assurta a dignità di vero e proprio proverbio, è molto diffusa nella cultura popolare di ogni tempo. A essa è in qualche modo riconducibile il motto dannunziano Memento audere semper.
Sotto questo aspetto, inoltre, un riscontro - in termini di fantasia - è identificabile nell'eroe coraggioso e senza paura che popola il mondo della narrazione, tanto filmica quanto letteraria. È anche il motto dell'Università degli Studi di Milano-Bicocca.

## Varianti

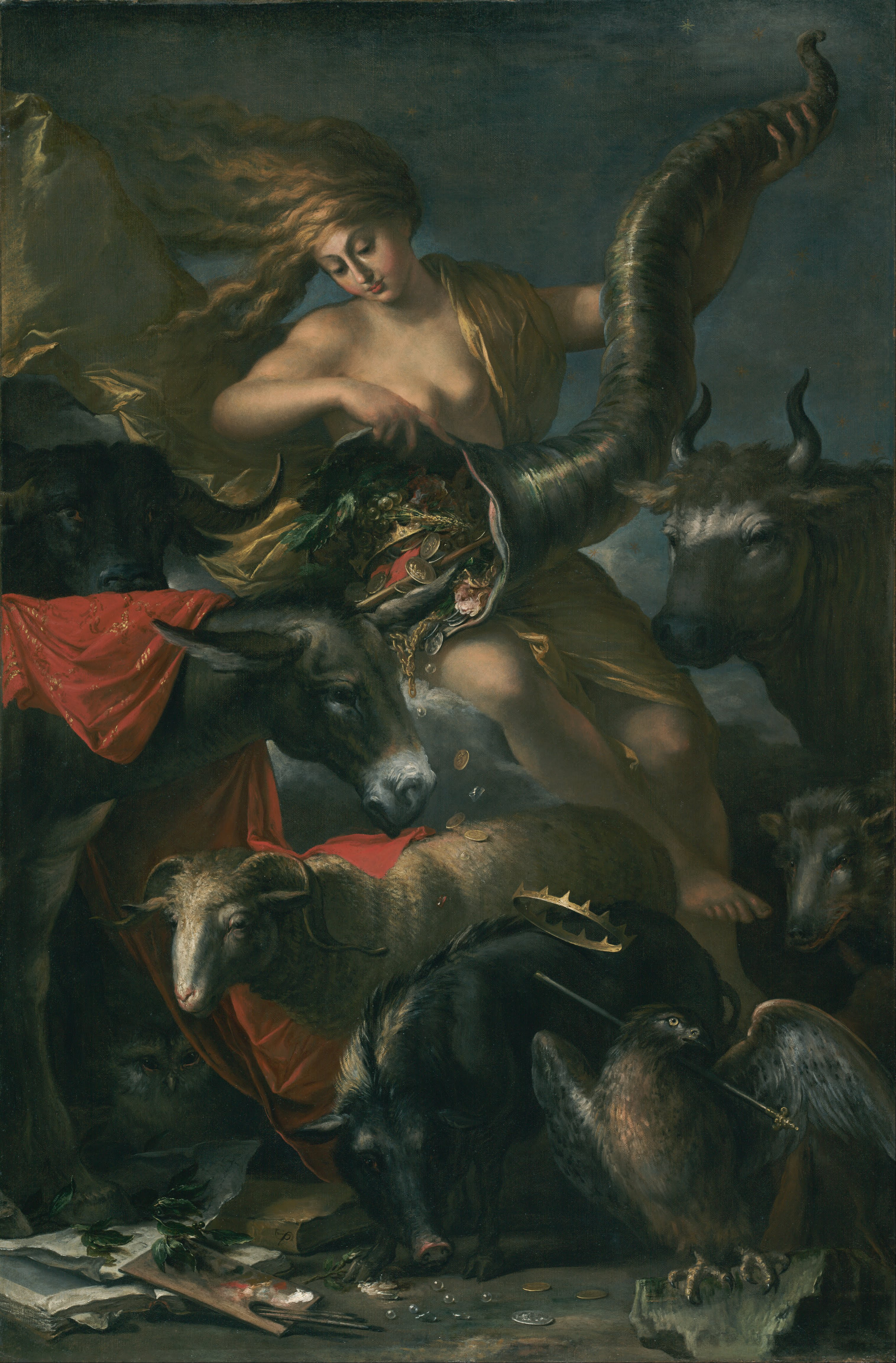
La Fortuna di Salvator Rosa

È accettata con sostanziale parità di significato anche la versione fortes fortuna adiuvat, attribuita a Terenzio (Phormio 203) e riportata da Plinio il Giovane nella sua prima lettera a Tacito, con riferimento allo zio Plinio il Vecchio che, durante l'eruzione del Vesuvio del 79, disse: "fortes – inquit − Fortuna iuvat".
La variante popolare audaces fortuna iuvat non è accettabile dato il valore negativo di audax, che richiama l'idea di sfrontatezza, arditezza, assente nell'originale audens che, al contrario, ha valore positivo. 
Simili frasi sono state pronunciate anche da altri autori: fortuna fortes metuit, ignavos premit, fortes fortuna iuvat.